# Crowded House
Crowded House är en australisk-nyzeeländsk rockgrupp känd för låtar som Weather With You och Don’t Dream It’s Over.
Bandet hade sitt ursprung i 1970-talsbandet Split Enz, som både sångaren och låtskrivaren Neil Finn och trummisen Paul Hester var medlemmar av. Dessutom var basisten Nick Seymour en av bandets ursprungliga medlemmar. Bandet splittrades 1996 men återförenades 2007 för ett nytt studioalbum, Time On Earth. Finn och Seymour är de enda kvarvarande originalmedlemmarna.

## Diskografi (urval)
Studioalbum
- Crowded House (1986)
- Temple of Low Men (1988)
- Woodface (1991)
- Together Alone (1993)
- Time on Earth (2007)
- Intriguer (2010)

Livealbum
- Farewell to the World (2006)
- North America Travelogue 2010 (2010)
- Intriguer Live – Start to Finish (2011)

Samlingsalbum
- Recurring Dream (1996) (samlingsalbum + live)
- Afterglow (1999)
- Classic Masters (2003)
- The Very Very Best of Crowded House (2010)